# Драгавцев, Виктор Александрович
Виктор Александрович Драгавцев (род. 18 октября 1935, Сочи, Азово-Черноморский край) — советский и российский биолог, специалист в области генетики и селекции сельскохозяйственных растений. Доктор биологических наук, профессор. Академик РАСХН (2001), академик Российской академии наук (2013).

## Биография
Родился 18 октября 1935 года в Сочи.
В 1959 году окончил Казахский сельскохозяйственный институт.
В 1960—1964 гг. — старший научный сотрудник Главного ботанического сада АН Казахской ССР; в 1965—1984 гг — старший научный сотрудник, зав. лабораторией генетических основ селекции растений Института цитологии и генетики СО АН СССР.
С 1985 года был зам. директора, одновременно зав. отделом биотехнологии и генетики Краснодарского НИИ сельского хозяйства; с 1990 года — директор, одновременно зав. лабораторией экологической генетики ВНИИ растениеводства; с 2005 года — главный научный сотрудник ФГБНУ «Агрофизический НИИ».
Доктор биологических наук (1985), профессор (1989), академик РАСХН (2001), академик РАН (2013).
Соавтор теорий селекционной идентификации генотипов растений по фенотипам на ранних этапах селекции и эколого-генетической организации сложных признаков продуктивности растений.
Руководитель и непосредственный участник разработки кооперированной программы по генетике признаков яровой пшеницы ДИАС. Сформулировал принцип фоновых признаков растений, позволяющий разграничить вклад наследственности и среды в уровень продуктивности отдельной особи в популяции.

## Награды, премии, почётные звания
Заслуженный деятель науки Российской Федерации (1996), награжден орденом Дружбы (2006).